# Oleksandr Obolončyk
Oleksandr Volodymyrovyč Obolončyk, detto Saša (in ucraino Олександр Володимирович "Саша" Оболончик?; trasl. angl. Oleksandr Volodymyrovych "Sasha" Obolonchyk; Kremenec', 17 gennaio 1992), è uno slittinista ucraino.

## Biografia
Si è laureato presso la Lviv State University of Physical Culture ed ha frequentato la Ternopil State Economics University.
Ha rappresentato l'Ucraina a due edizioni dei Giochi olimpici invernali: Soči 2014, in cui si è classificato 17º nel doppio con Roman Zacharkiv e 11º nella gara a squadre; e Pyeongchang 2018, piazzandosi 20º nel doppio, sempre con Roman Zacharkiv, e 13º nella gara a squadre.
Ha partecipato alle gare di doppio e staffetta a tre edizioni dei mondiali: Sigulda 2015, Königssee 2016, Innsbruck 2017, senza riuscire a salire sul podio.